# Taurisc de Tral·les
Taurisc de Tral·les (en llatí Tauriscus, en grec antic Ταυρίσκος) fou un escultor grec nascut a Tral·les, a Lídia.
Juntament amb el seu germà Apol·loni de Tral·les va fer la cèlebre estàtua coneguda com el Toro Farnese, una escultura encarregada a finals del segle ii aC, la més gran que ha arribat fins avui esculpida en un sol bloc de marbre. Plini el Vell menciona també una obra titulada Hermerotes, del mateix autor, que era a la col·lecció de Gai Asini Pol·lió.